# The Big Lez Show
 (avril 2022).
Si vous disposez d'ouvrages ou d'articles de référence ou si vous connaissez des sites web de qualité traitant du thème abordé ici, merci de compléter l'article en donnant les références utiles à sa vérifiabilité et en les liant à la section « Notes et références ».
 (août 2018).
Pour les articles homonymes, voir Lez.
The Big Lez Show est une web-série australienne créée par Jarrad Wright. Le premier épisode est sorti le 16 juillet 2012 sur YouTube.

## Synopsis
Leslie Big Lez est un alien arrivé sur Terre avec Norton, son frère et voisin. Ils ont été bannis de leur royaume par le père de Lez et Norton, le roi Laranox. La série se concentre sur la vie de Lez et de ses amis et voisins Norton, Sassy, Donny, Mike, Clarence et les Choomahs qui tentent de tuer Leslie.

## Personnages

### Lez
Leslie Lez Mackerel est le protagoniste de cette série. C'est un alien du Royaume Semen (Kingdom Cum), fils du Roi Laranox et frère de Norton. Il était, avec Norton, le prétendant du Royaume Semen. Son fils se prénomme Quinton.

### Norton
Norton est le frère de Lez et son ennemi juré.

### Quinton
Quiton est le fils adoptif de Lez. Il a été abandonné sur le palier de porte de Lez.

### Sassy
Sassy est le bigfoot ami et voisin de Lez. Il est un consommateur de drogue récréative expérimenté. Malgré son addiction claire il a pour habitude d'appeler les gens des addicts.

### Donny
Donny est un bigfoot qui se drogue avec Sassy. Il est propriétaire de sa propre boutique et est souvent appelé Donny le Dealer.

### Mike
Michael Mike Nolan, souvent prénommé Nolesy est un résident de Brown Town qui s'auto-décrit comme étant un homme a tout faire tant que l'argent est a la clef.

### Clarence
Clarence est un scientifique du Royaume de Cum. Après une expérience mal tourné, son apparence est changé et il devient invincible. Il travaille en tant que facteur.

### Choomahs
Les Choomah sont des créatures créée accidentellement par Clarence durant son expérience. Les Choomahs traquent Lez.

## Épisodes
| Saison | Épisodes | Diffusion       | Diffusion       |
| ------ | -------- | --------------- | --------------- |
| Saison | Épisodes | Début           | Fin             |
| 1      | 11       | 16 juillet 2012 | 28 janvier 2013 |
| 2      | 10       | 4 mars 2013     | 12 may 2014     |
| 3      | 10       | 7 juillet 2014  | 21 août 2015    |
| 4      | 4        | 10 mars 2017    | 26 janvier 2019 |

### Première saison (2012-2013)
1. The flowers
2. The volcano bong
3. Nortons revenge
4. Meet Mika Nolan
5. Fathers day
6. Day at the beach
7. Quinton birthday
8. Lez and Quinton charge the scooby doo spooky coaster
9. The cliff hanger
10. The Brutal truth
11. Choomah island

### Deuxième saison (2013-2014)
1. They're back
2. The Trippa Snippa
3. Wheres The Gold
4. Birthday Bash
5. Busted
6. Life in the can
7. Never Again Land
8. Goin' Back
9. Attack of The Choomahs (part 1)
10. Attack of The Choomahs (part 2)

### Troisième saison (2014-2015)
1. Skits roof hangs
2. Yeah Nah, Mate
3. Ahow
4. Popcoin
5. Lez's secret
6. Yoweed
7. Bindi's
8. Lez's secret revealed
9. Potadahead
10. Choomah island 2

### Quatrième saison (2017-2019)
1. I'm on skits mission
2. Plac-key
3. Vinally
4. Word from the King
5. Choomah island 3 - Denouement